# Guillaume de Chartres
Guillaume de Chartres (zm. 26 sierpnia 1219) – czternasty wielki mistrz zakonu templariuszy.
Pochodził z rodu związanego z biskupami z Chartres. Wstąpił do zakonu w Ziemi Świętej w 1193 r. i przekazał część swych dóbr komandorii w Sours koło Chartres. 
Kontynuował wojnę rozpoczętą za czasów poprzedniego mistrza z królem Armenii Małej Leonem II o zwrot zamków zakonnych. Walki trwały aż do 1213, kiedy to Leon skapitulował, oddał templariuszom zamki i ukorzył się przed papieżem. Za rządów Wilhelma wybudowano Zamek Pielgrzyma na cyplu Atlit. 
Zmarł pod Damiettą podczas V krucjaty wskutek zapadnięcia na chorobę zakaźną dziesiątkującą wówczas krzyżowców. 